# Il commissario Maigret (film)
Il commissario Maigret (Maigret tend un piège) è un film del 1958 diretto da Jean Delannoy, liberamente tratto dal romanzo La trappola di Maigret di Georges Simenon.
La pellicola, di produzione franco-italiana, vede Jean Gabin nella sua prima interpretazione del personaggio di Maigret.

## Trama
Parigi è terrorizzata. Nel quartiere del Marais sono già state uccise brutalmente tre donne brune e formose, pugnalate in diversi vicoli da un efferato assassino con una cadenza sempre più ravvicinata. La polizia non sa cosa fare e il maniaco si permette addirittura di telefonare a Maigret per informarlo della terza vittima.
Il commissario capisce che l'assassino sta diventando sempre più tronfio delle sue imprese e decide di organizzare una trappola: prima fa arrestare un falso assassino, poi organizza una falsa ricostruzione del delitto, mandando per le strade degli agenti donna come esche. In effetti l'assassino aggredisce una di queste, ma riesce ancora a fuggire sparendo in un punto delimitato del quartiere, dove il commissario concentra le indagini. Contemporaneamente l’ispettore Lagrume segue con intuito una traccia che si rivelerà decisiva.